# Podemos Hacernos Daño
"Podemos Hacernos Daño" – utwór stworzony i wykonywany przez kolumbijskiego muzyka Juanesa, pochodzący z debiutanckiego albumu Fíjate Bien. Produkcją singla zajął się Gustavo Santaolalla.
Podczas nagrywania teledysku do piosenki Juan poznał swą obecną żonę aktorkę i modelkę Karen Martínez.

## Lista utworów
1. "Podemos Hacernos Daño" - 3:46